# 達仁溪
達仁溪為一位於台灣東部之縣市管河川，幹流長度3.00公里，流域面積12.00平方公里，分佈於台東縣達仁鄉。主流發源於達仁鄉南田村、森永村之間的壽峠東北側，先向東北東再轉東流，經舊南田後於楓溪口東南側注入太平洋。